# Laniarius amboimensis
A Laniarius amboimensis a madarak osztályának verébalakúak (Passeriformes) rendjébe és a bokorgébicsfélék (Malaconotidae) családjába tartozó faj.

## Rendszerezése
A fajt Edgardo Moltoni olasz ornitológus írta le 1923-ban, Laniarius lühderi amboimensis néven.

## Előfordulása
Afrika délnyugati részén, Angola  területén honos. Természetes élőhelyei a szubtrópusi és trópusi síkvidéki esőerdők aljnövényzete, valamint ültetvények. Állandó, nem vonuló faj.

## Megjelenése
Testhossza 17 centiméter.

## Természetvédelmi helyzete
Az elterjedési területe nagyon kicsi, egyedszáma 1000-2499 példány közötti és csökken. A Természetvédelmi Világszövetség Vörös listáján veszélyeztetett fajként szerepel.